# Evert Augustus Duyckinck

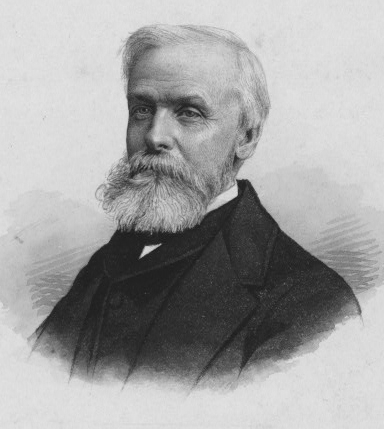
Evert Augustus Duyckinck

Evert Augustus Duyckinck (* 23. November 1816 in New York City; † 13. August 1878 ebenda) war ein US-amerikanischer Schriftsteller.

## Leben und Werk
Evert Augustus Duyckinck war der Sohn des wohlhabenden Verlegers Evert Duyckinck und dessen Frau Harriet June und der ältere Bruder von George Long Duyckinck. Er studierte am Columbia College.
Duyckincks Werk ist der Young America-Bewegung zuzuordnen, die – inspiriert von europäischen Reformbewegungen – für den aufkommenden amerikanischen Nationalismus stand. Ihr Ziel war es, der Amerikanischen Literatur ihre eigene, von der europäischen Literatur unabhängige Stimme zu verleihen. Er war Herausgeber mehrerer einflussreicher Blätter der Bewegung, darunter von 1840 bis 1842 neben Cornelius Mathews der Arcturus: A Journal of Books and Opinion und – mit einer kurzen Unterbrechung auf Grund eines Streits mit dem konservativen Inhaber – von 1847 bis 1853 neben seinem Bruder George der Literary World. Zudem stellte er von 1845 bis 1847 die Anthologien Library of Choice Reading und Library of America zusammen. In diesen Funktionen trat er in Kontakt mit vielen berühmten Autoren seiner Zeit, darunter Nathaniel Hawthorne, Henry Wadsworth Longfellow, Edgar Allan Poe und Herman Melville, den er bereits früh förderte. Nebenher verfasste er Artikel für die American Monthly, die New York Review, das Southern and Western Magazine und für das Broadway Journal. Als sein Hauptwerk gilt jedoch die mit seinem Bruder 1855 erstmals veröffentlichte Cyclopaedia of American Literature, ein biografisches Nachschlagewerk amerikanischer Autoren ab der Kolonialzeit. Es folgten 1859 die Anekdotensammlung Irvingiana: A Memorial of Washington Irving zu Washington Irving und 1860 eine Ausgabe dessen Salmagundi-Papers. Während des Sezessionskrieges arbeitete er am Bericht National History of the War for the Union: Civil, Military, and Naval, einer National Portrait Gallery of Eminent Americans und einer Ausgabe der Revolutionsdichtung des Philip Freneau. Bis 1873 war er als Herausgeber tätig.
Nach einer langwierigen Krankheit verstarb Duyckinck 1878. Seine Privatbibliothek stiftete er der Lenox Library, die später in die New York Public Library aufging.